# An Amateur Devil
An Amateur Devil er en amerikansk stumfilm fra 1920 af Maurice Campbell.

## Medvirkende
- Bryant Washburn som Carver Endicott
- Charles Wingate
- Ann May
- Sidney Bracey
- Graham Pettie som Brown